# Хрубешов
Хрубешов или Хрубѐшув (на полски: Hrubieszów) е град в Югоизточна Полша, Люблинско войводство. Административен център е на Хрубешовски окръг, както и на селската Хрубешовска община, без да е част от нея. Самият град е обособен в самостоятелна градска община с площ 33,03 км2. В града има православна църква с тринадесет купола. Преди Втората световна война тук са живели много украинци. Днес няма много хора, които са православни.